# Neu-Ulm (stad)
Neu-Ulm is een gemeente in de Duitse deelstaat Beieren. Het is de Kreisstadt van het Landkreis Neu-Ulm. De stad telt 58.841 inwoners en ligt tegen de westgrens van de deelstaat aan de Donau. Aan de overkant van de Donau, in de deelstaat Baden-Württemberg, ligt de stad Ulm met ruim 120.000 inwoners.

## Stadsindeling

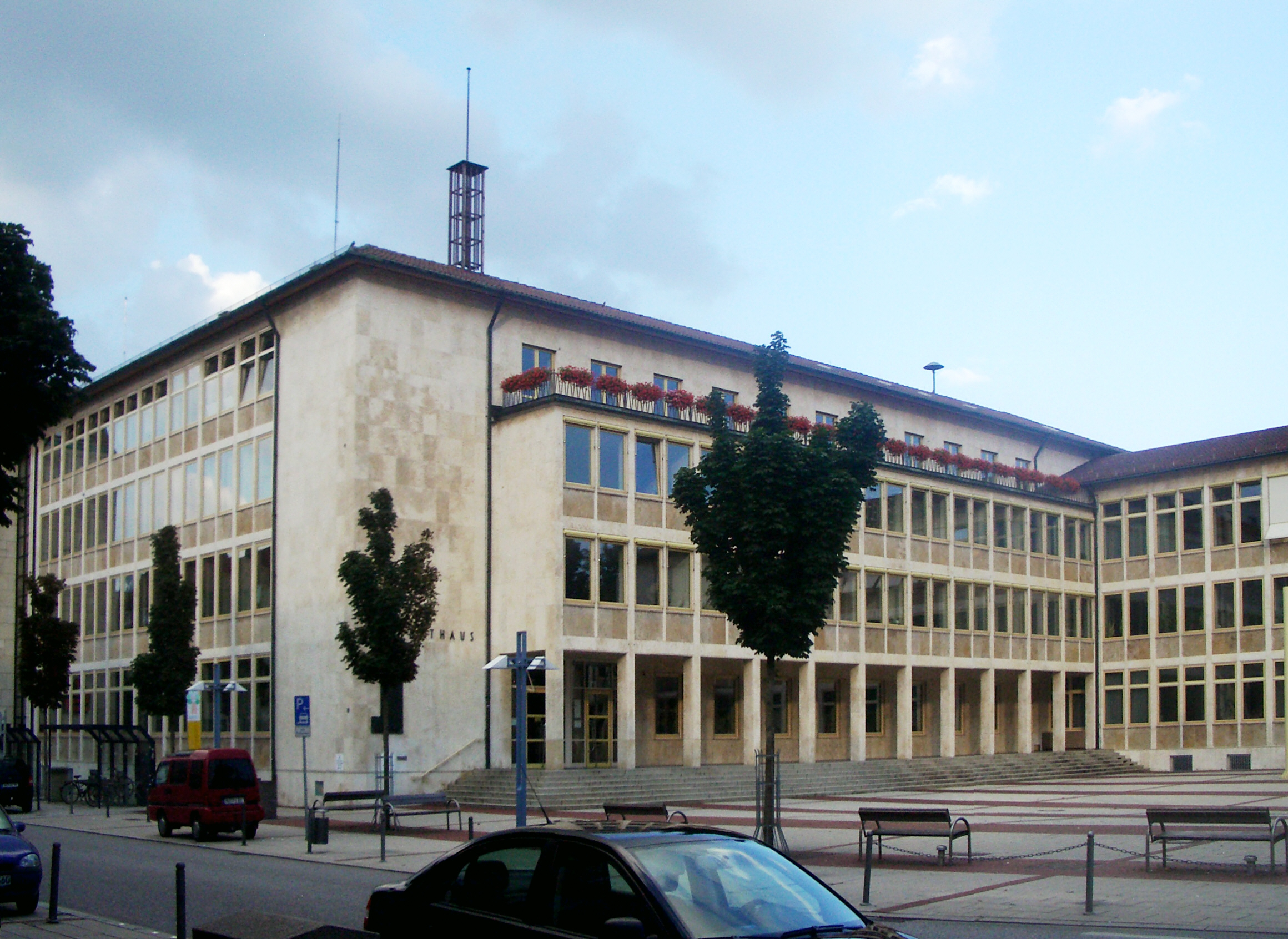
Gemeentehuis

Neu-Ulm bestaat uit 23 Gemeindeteile, te weten:
- Neu-Ulm (hoofdplaats, zetel van het gemeentebestuur)
- Burlafingen (parochiedorp, met eind 2021 circa 5.300 inwoners; ten noordoosten van de eigenlijke stad)
- Finningen (parochiedorp, met eind 2021 bijna 1.200 inwoners; ten oosten van de eigenlijke stad)
- Gerlenhofen (parochiedorp, met eind 2021 circa 2.650 inwoners; 6½ km ten zuiden van de eigenlijke stad)
- Holzschwang (parochiedorp, met eind 2021 circa 900 inwoners; 10 km ten zuidoosten van de eigenlijke stad)
- Ludwigsfeld (parochiedorp, sterk verstedelijkt, met eind 2021 circa 11.800 inwoners; 3 km ten zuiden van de eigenlijke stad; aan de rivier de Iller)
  - De wijk  Wiley is een woon- en zakenwijk te Ludwigsfeld. Van 1936 tot 1991 stonden hier kazernes, in de laatste periode van de United States Army (Wiley-kazerne). Na de sloop van de meeste militaire gebouwen ontstond hier een moderne, nieuwe woonwijk, met een sterk Amerikaans karakter.
- Offenhausen (parochiedorp  met veel bedrijventerreinen,  met eind 2021 bijna 6.900 inwoners; ten noordoosten van de eigenlijke stad)
- Pfuhl (parochiedorp, met eind 2021 circa 10.650 inwoners; 3 km ten noordoosten van de eigenlijke stad)
- Reutti (parochiedorp, met eind 2021 bijna 1.700 inwoners; ten zuidoosten van de eigenlijke stad)
- Steinheim (parochiedorp, met eind 2021 circa 800 inwoners; 9 km ten oosten van de eigenlijke stad)
- Hausen (kerkdorp, met eind 2021 bijna 400 inwoners; 7 km ten zuidoosten van de eigenlijke stad)
- Jedelhausen (dorp zonder eigen kerkgebouw)
- Schwaighofen (dorp zonder eigen kerkgebouw)
- Marbach (gehucht)
- Tiefenbach (gehucht)
- Breitenhof (Einöde)[2]
- Harzerhof (Einöde)
- Häuserhof (Einöde)
- Lindenhof bei Neu-Ulm (Einöde)
- Riedhöfe (Einöde)
- Weiler (Einöde, nabij Holzschwang)
- Neubronn (kasteel, gebouwd in de 16e eeuw; dichtbij Holzschwang; particulier bewoond, niet opengesteld voor bezichtiging)
- Werzlen (nederzetting)

### Wapensvan enige stadsdelen

Burlafingen
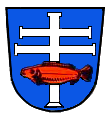
Gerlenhofen
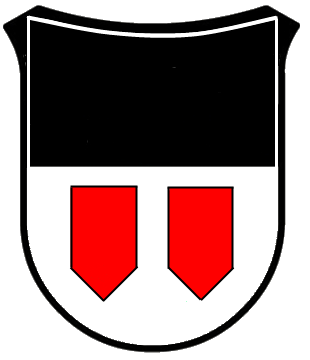
Pfuhl

## Geografie
Neu-Ulm heeft een oppervlakte van 80,5 km² en ligt in het zuiden van Duitsland, aan de Donau. Aan de westkant van Neu-Ulm mondt de Iller uit in de Donau.
Naburige plaatsen zijn o.a.:
- Ulm (Baden-Württemberg) in het noordwesten en westen, aan de overkant van de Donau en de Iller
- Elchingen in het noorden
- Nersingen, Holzheim en Pfaffenhofen in het oosten
- Senden (Beieren) in het zuiden

## Verkeer en vervoer

Lijnennetkaart RSDI
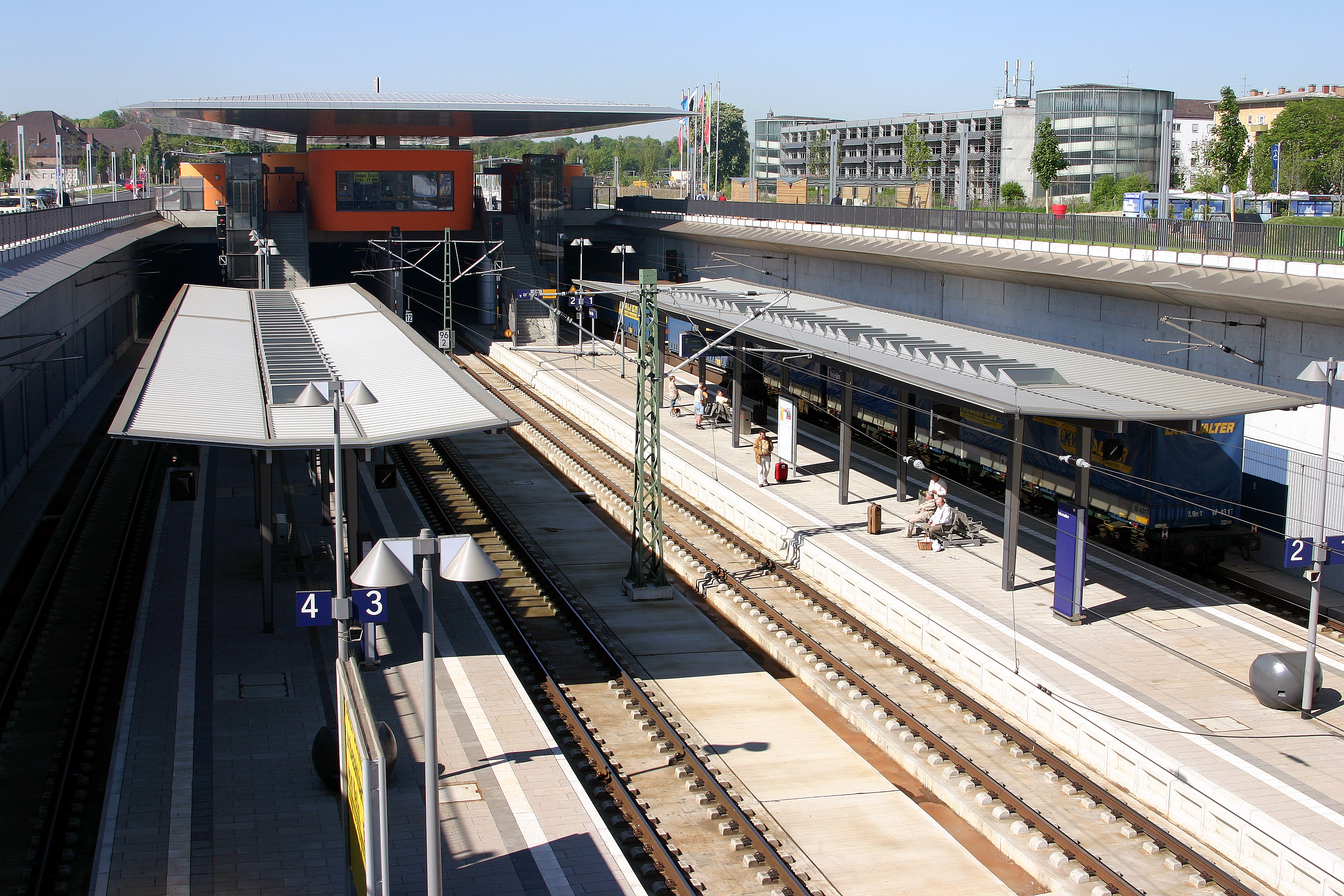
Station Neu-Ulm
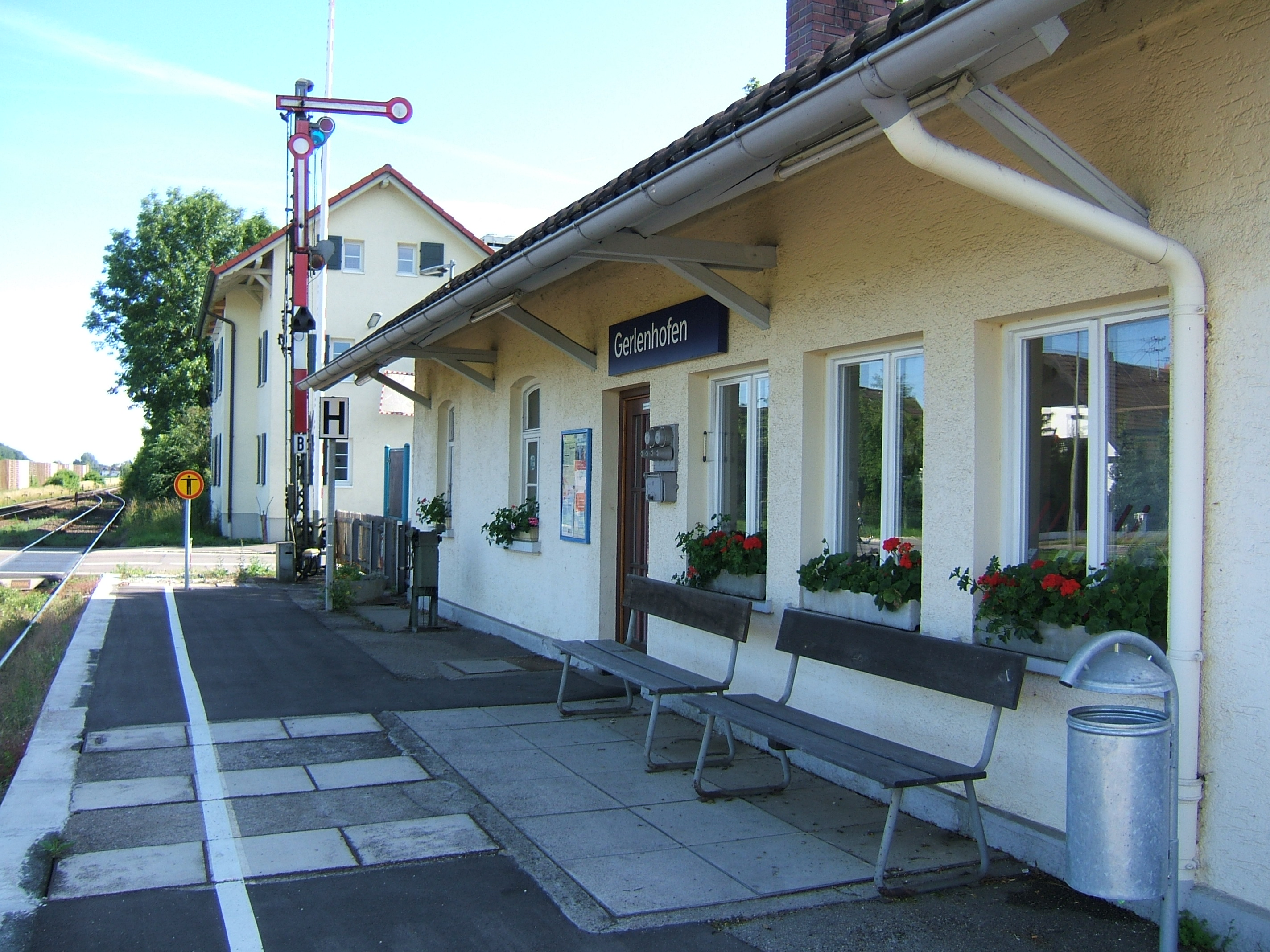
Stationnetje te Gerlenhofen

In de gemeente ligt spoorwegstation Neu-Ulm.
Veel railvervoer wordt verzorgd door de Regio-S-Bahn-Donau-Iller, een S-Bahn-net van Ulm en omgeving. Zie bovenstaande lijnennetkaart. Deze S-Bahn heeft stopplaatsen in station Neu-Ulm, aan de Finningerstraße en in stadsdeel Gerlenhofen. Zie ook: Spoorlijn Ulm - Oberstdorf.
De stad ligt aan of vlak bij de volgende hoofdverkeerswegen:
- Autobahn A 7	Denemarken – Flensburg – Hamburg – Hannover – Kassel – Fulda – Würzburg – Ulm – Memmingen – Kempten (Allgäu) – Füssen/Reutte (Tirol)
- Bundesstraße 10 	Karlsruhe – Stuttgart – Ulm/Neu-Ulm – Nersingen
- Bundesstraße 19 	Eisenach – Meiningen – Würzburg – Ulm/Neu-Ulm – Memmingen – Kempten (Allgäu) – Oberstdorf
- Bundesstraße 28 	Frankrijk – Kehl – Tübingen – Reutlingen – Ulm/Neu-Ulm – Senden
- Bundesstraße 30 	Ulm/Neu-Ulm – Biberach (Riß) – Ravensburg – Friedrichshafen
- Bundesstraße 311 	Ulm – Ehingen – Tuttlingen – Geisingen

## Economie

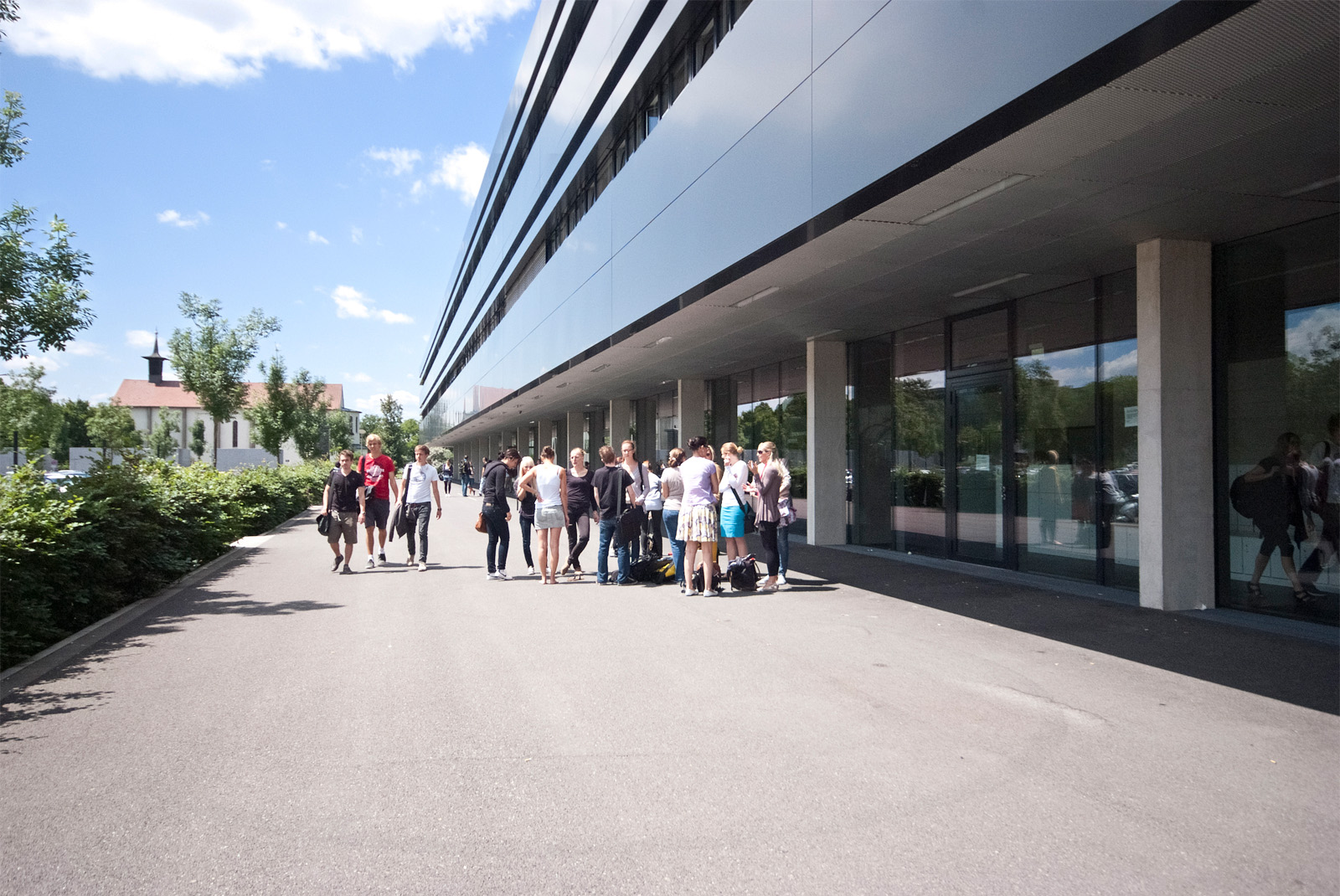
Hochschule Neu-Ulm, in de wijk Wiley

De stad is zetel van talrijke industriële, handels- en logistieke bedrijven. Tot de belangrijkste hiervan behoren:
- een  fabriek van EvoBus met circa 3.500 arbeidsplaatsen (eindmontage autobussen)
- een logistiek centrum van Coca Cola
- een bedrijf, dat voor andere ondernemingen logistieke centra ontwikkelt, en zelf ook in deze branche opereert (Honold Logistik Gruppe)
- een groot filiaal van het uit Frankrijk afkomstige concern Samsic, dat allerlei sterk uiteenlopende diensten aanbiedt
- drie middelgrote fabrieken van respectievelijk sportapparaten voor in sportscholen, koek en vleeswaren

Van economisch belang is de aanwezigheid van een hogeschool (Hochschule Neu-Ulm), waar men management-studies kan volgen, en op academisch niveau economie kan studeren. De stad heeft ook een ziekenhuis met 170 bedden, een Amtsgericht en een belastingkantoor. De plaatselijke woningbouwvereniging behoort tot de grootste werkgeefsters van de stad.

## Geschiedenis
De stad ontstond na 1810, toen het Koninkrijk Beieren een nieuwe vestingstad tegenover het Württembergse Ulm ontwikkelde. Koning Ludwig II van Beieren verleende Neu-Ulm stadsrechten in het jaar 1869. Ten tijde van het Duitse Keizerrijk, waar vanaf 1871 zowel Beieren als Württemberg toe behoorden, werden de vestingwerken overbodig en maakten na de Eerste Wereldoorlog  plaats voor fabriekswijken. In 1922 werd de rooms-katholieke Johannes-de-Doperkerk ingrijpend verbouwd, waarbij puin van de voormalige vestingwerken in de voorgevel werd hergebruikt. In de nazi-periode werd Neu-Ulm weer garnizoensstad van de Wehrmacht. In 1944 en in de lente van 1945, tijdens de Tweede Wereldoorlog, werd Neu-Ulm, evenals het tegenoverliggende Ulm, als strategisch belangrijke dubbelstad  grotendeels verwoest door geallieerde luchtbombardementen. In 1951 namen Amerikaanse troepen de oude kazernes weer in gebruik; o.a. de Wiley-Barracks ontstonden. Aan het eind van de Koude Oorlog, in 1991, vertrokken de Amerikaanse troepen, waarna een ingrijpende stadsvernieuwing volgde, o.a. bouw van de Wiley-stadswijk en daarbinnen de nieuwe hogeschool met studentenwoonwijk. In 2019 begon een volgende stadsvernieuwing, vooral gericht op de stationsomgeving (Neu-Ulm 21).

## Bezienswaardigheden
- Edwin-Scharff-museum (beeldende kunst), samen met een kindermuseum en het plaatselijke streekmuseum ondergebracht in een uit 1999 daterend gebouwencomplex aan de Petrusplatz
- Museum van het kappersvak in een historische kapsalon
- Talrijke mogelijkheden tot wandelen en waterrecreatie langs de Donau
- Verscheidene kerkgebouwen in de gemeente zijn architectonisch interessant, zie afbeeldingen
- In stadsdeel Schwaighofen staat een kleine dierentuin, gespecialiseerd in het houden van schildpadden en andere reptielen.

## Afbeeldingen

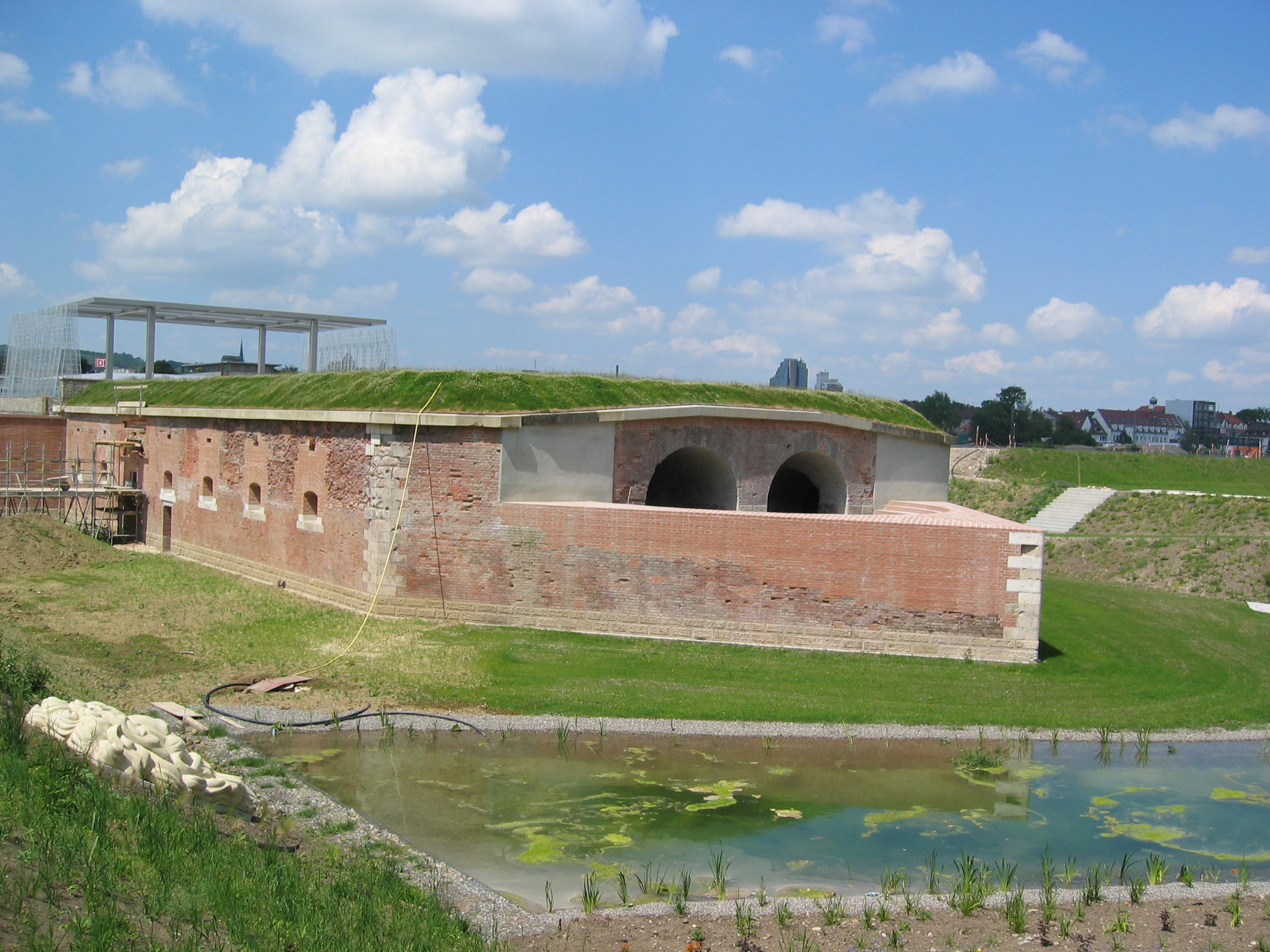
Van de voormalige vestingwerken Neu-Ulm bewaard gebleven caponnière
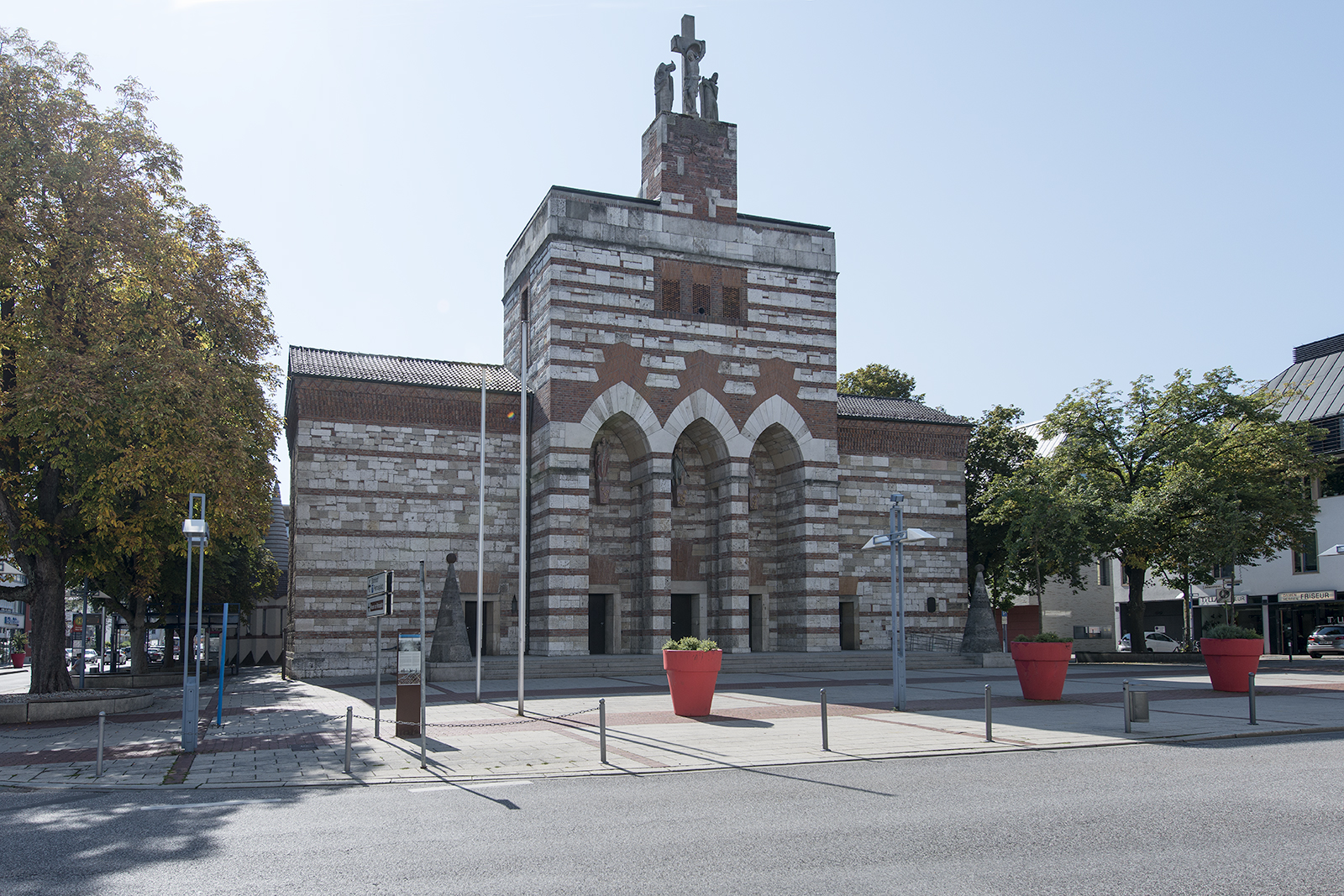
R.K. Johannes-de-Doperkerk, Neu-Ulm
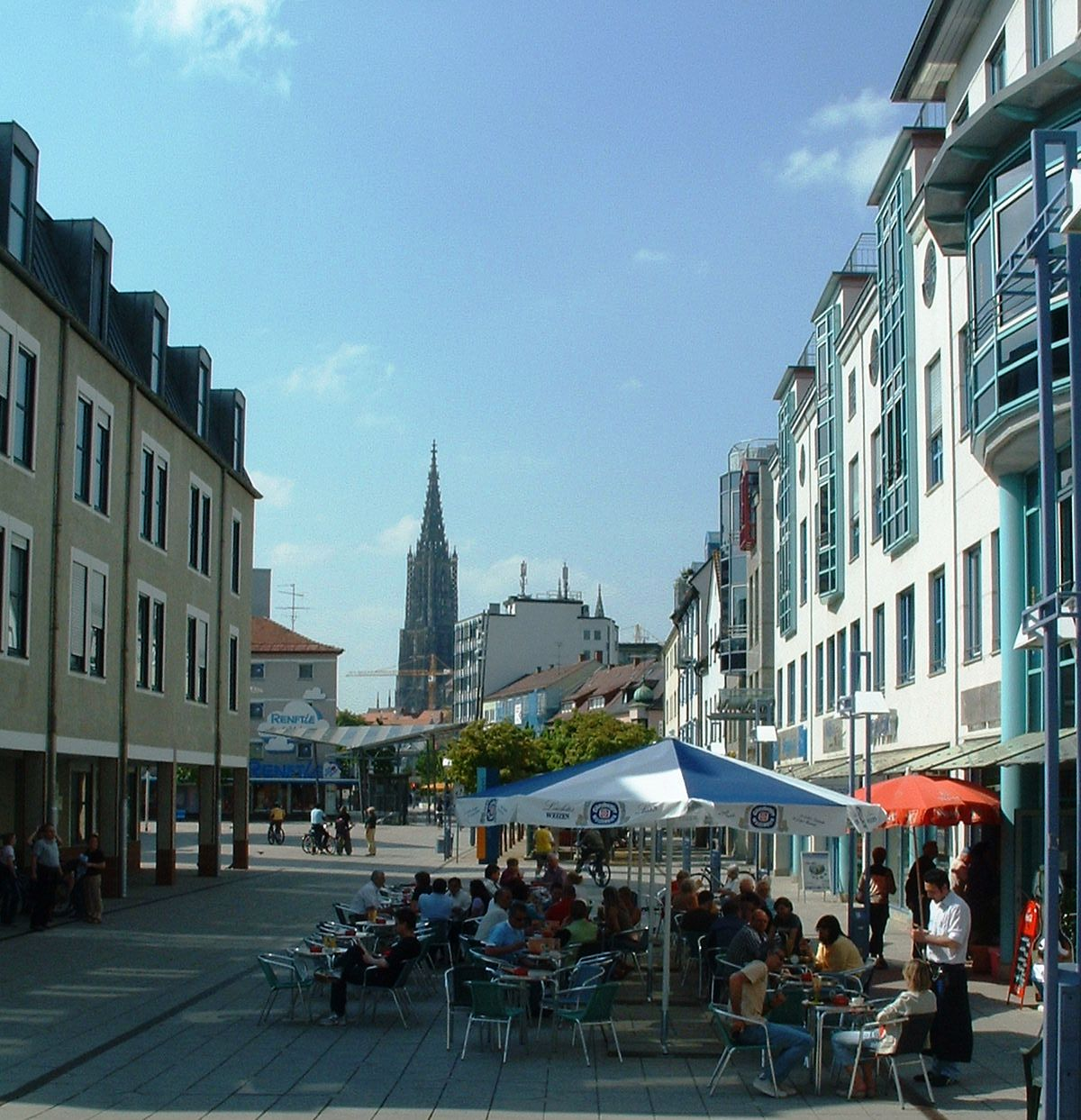
Neu-Ulm, Petrusplatz
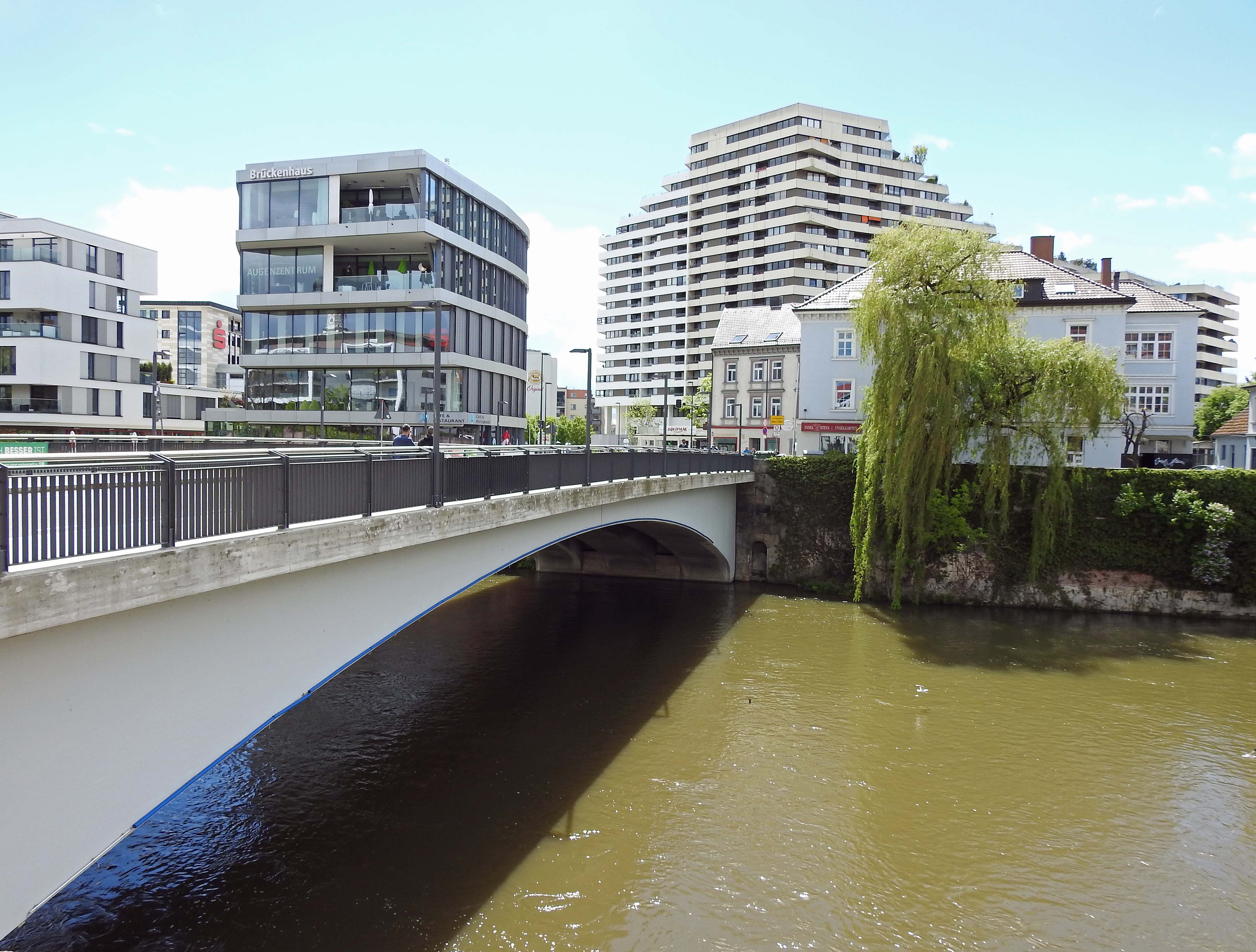
De Herdbrücke over de Donau, richting Neu-Ulm
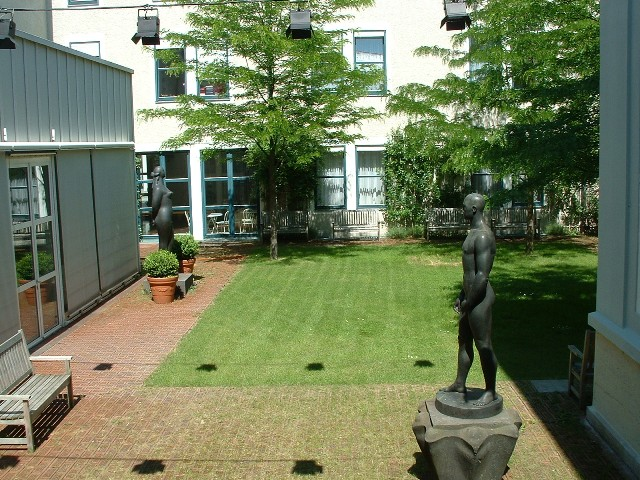
Neu-Ulm, Edwin-Scharff-Museum
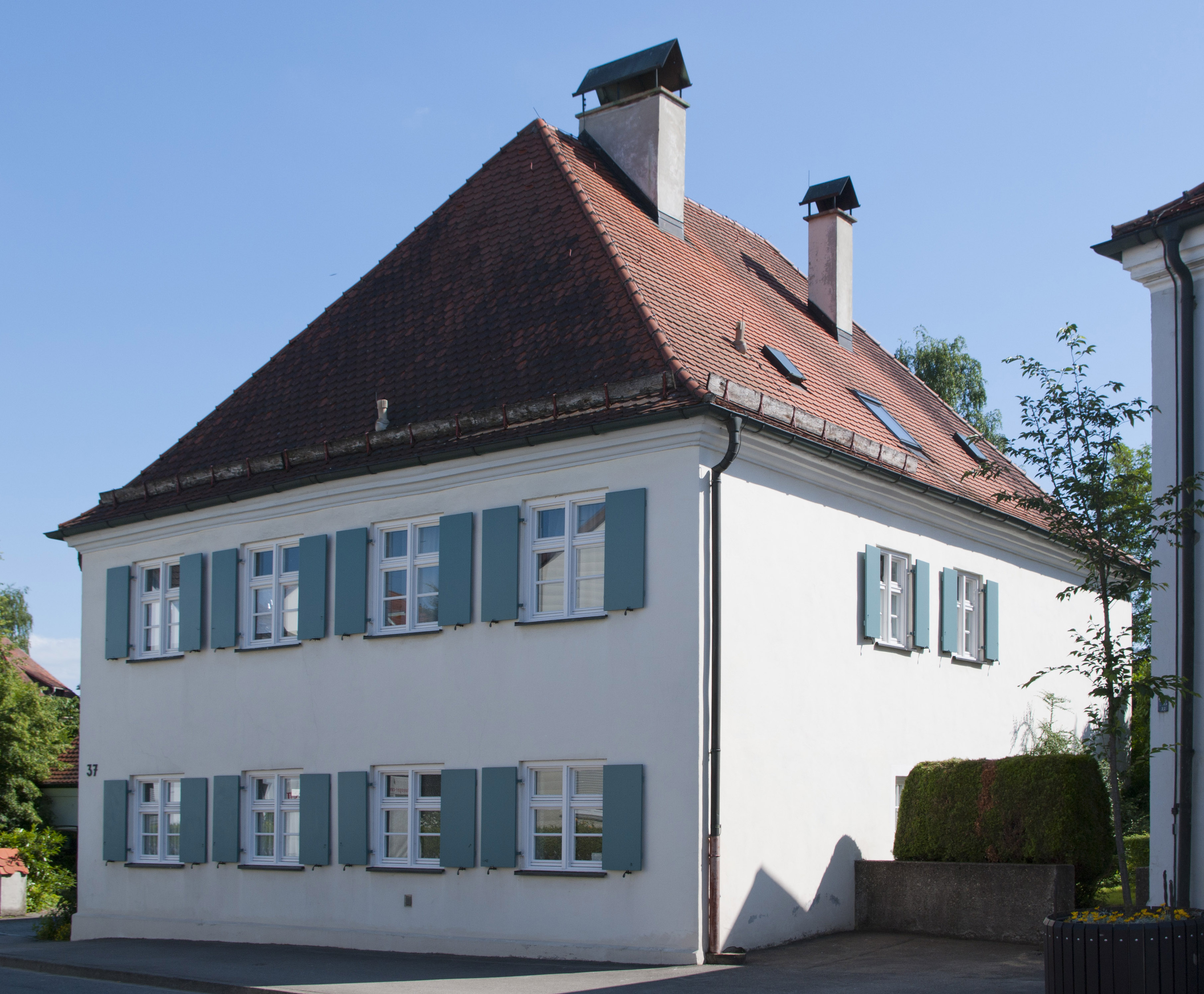
18e-eeuwse pastorie te Burlafingen, na de renovatie in 2012
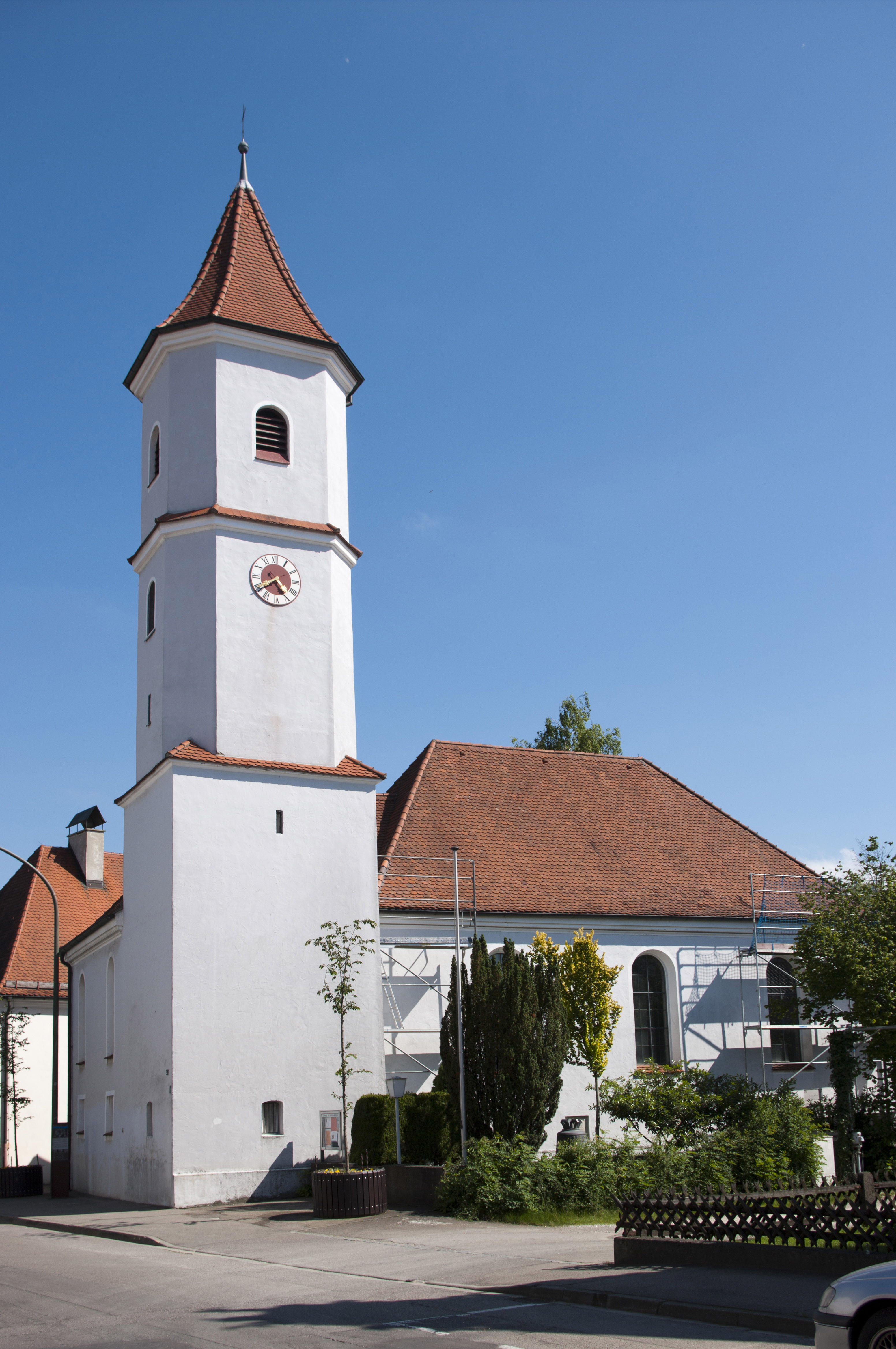
Kerk St. Jacobus de Meerdere te Burlafingen
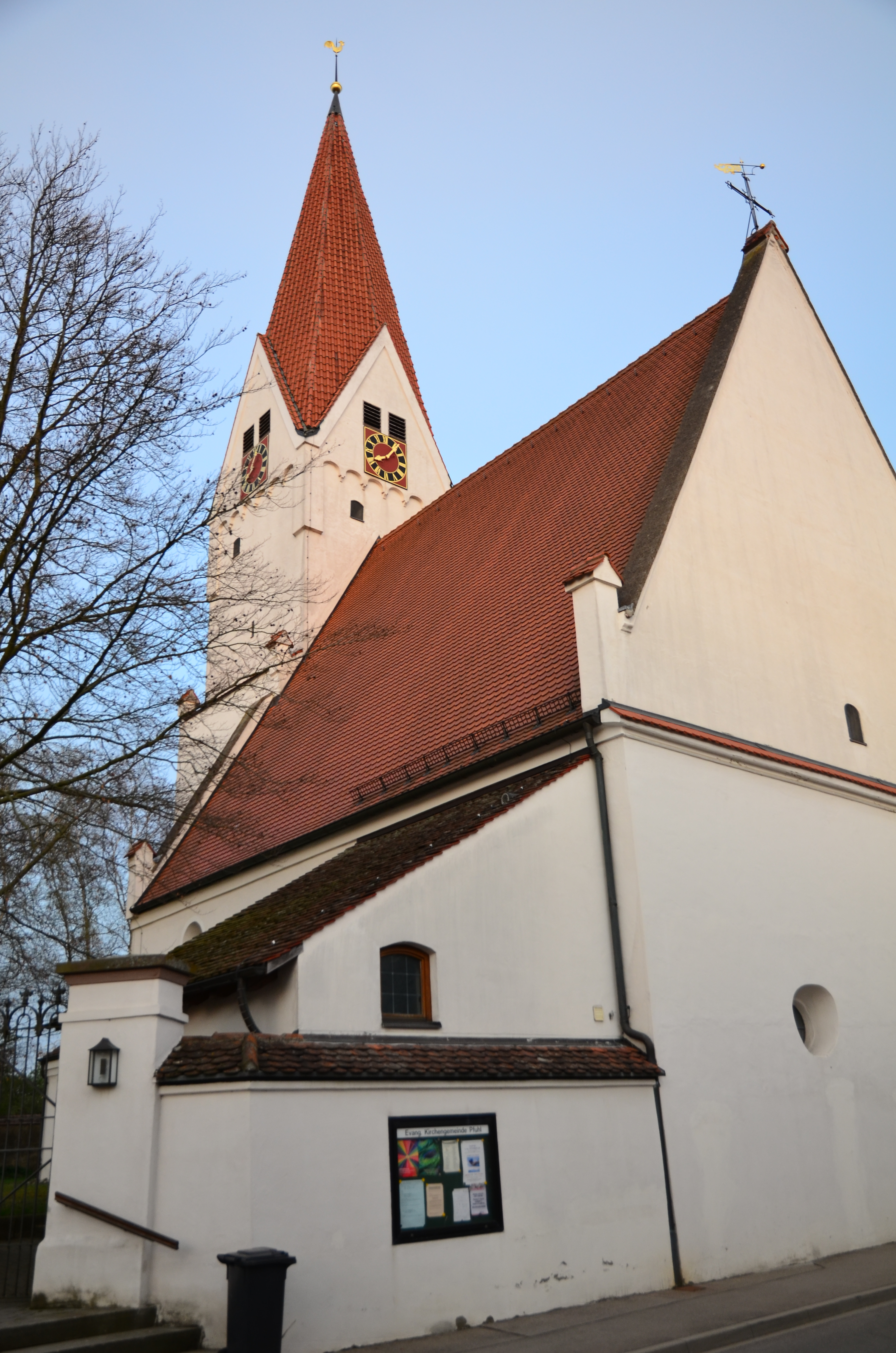
Pfuhl, 15e-eeuwse, evang.-lutherse St. Ulrichkerk
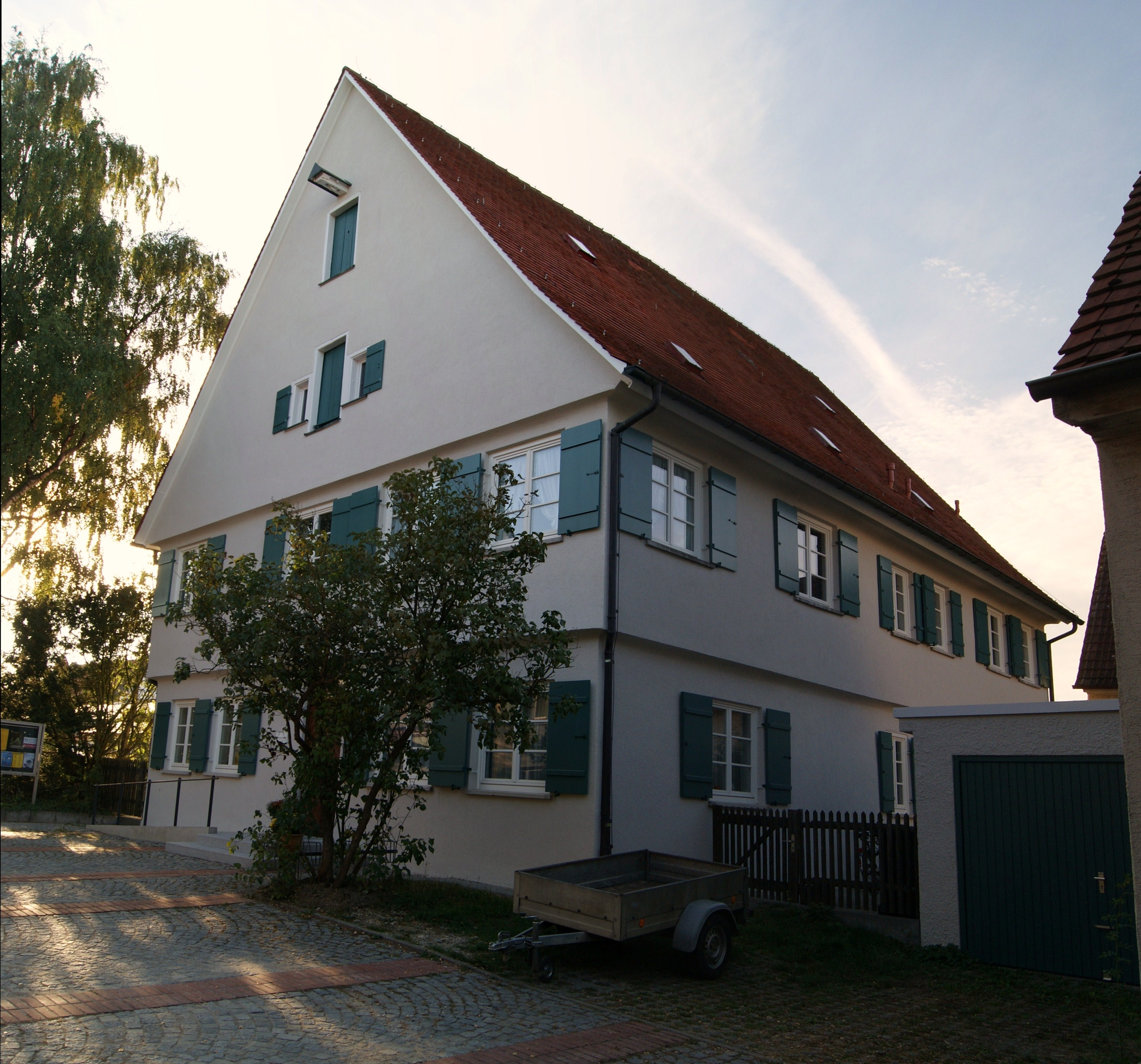
Pfuhl, 17e-eeuws pastoriehuis
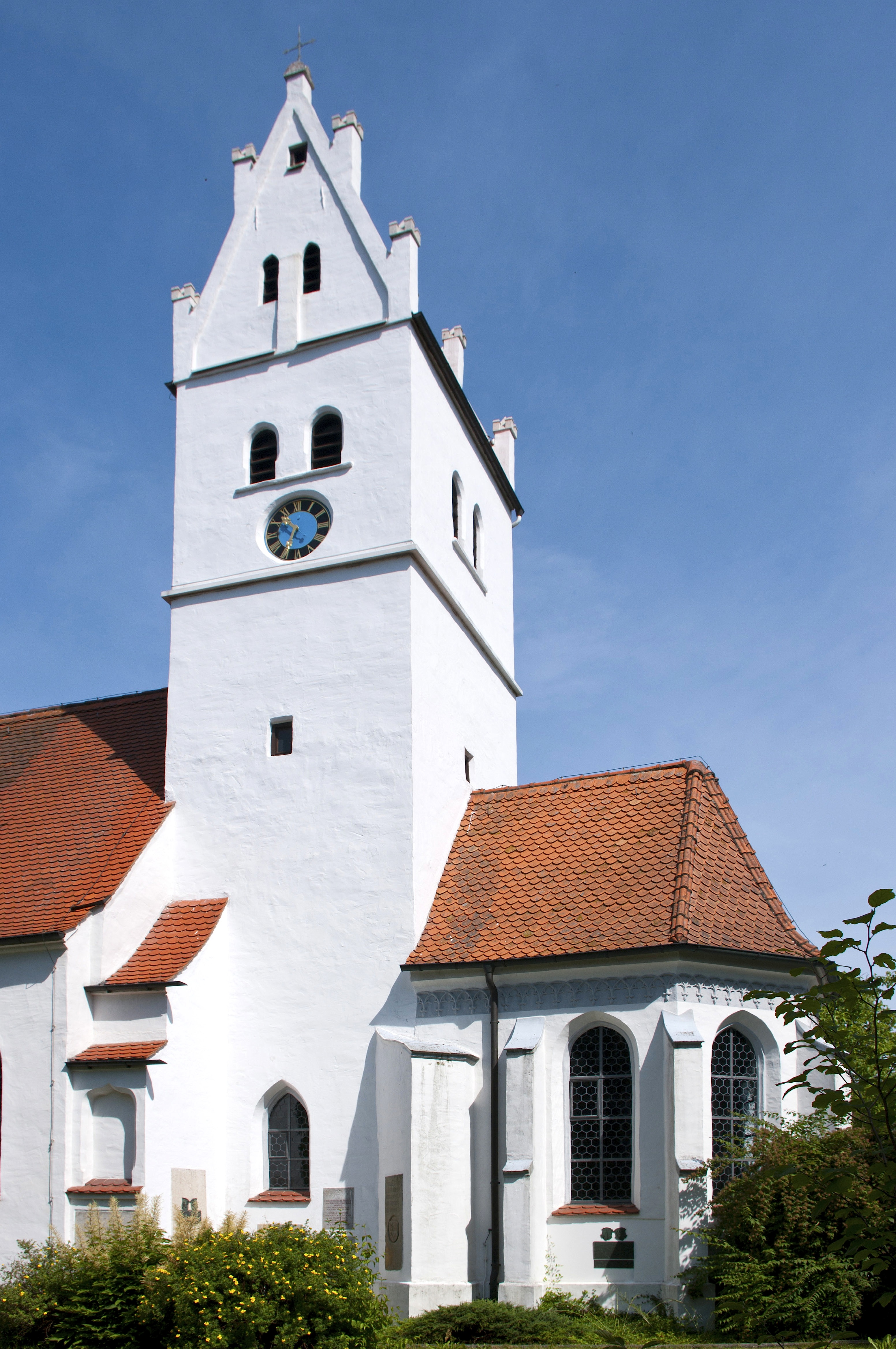
Reutti, 17e-eeuwse evang.-lutherse St. Margarethakerk
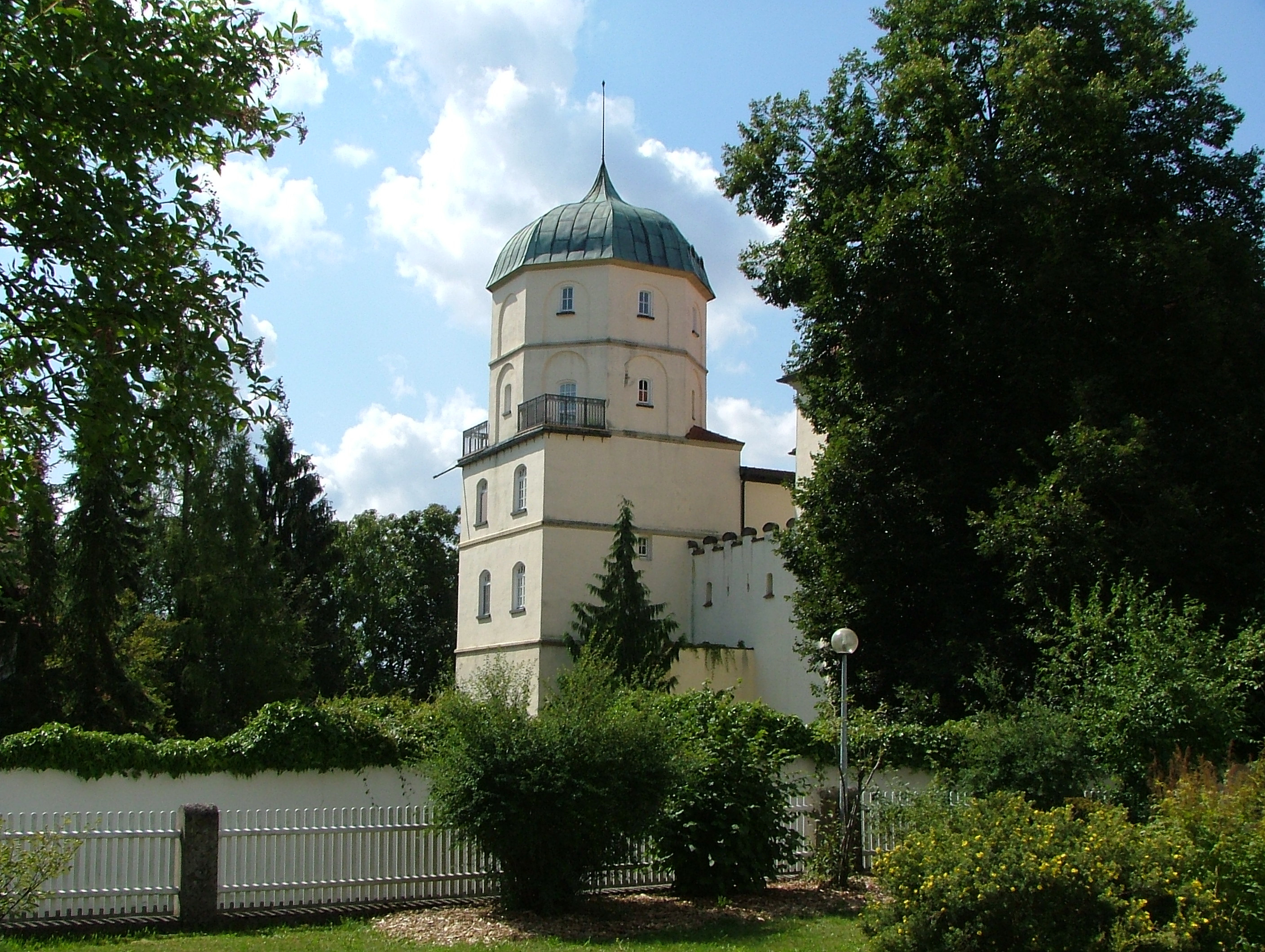
Kasteel Reutti (15e- 19e eeuw; privé bewoond, niet te bezichtigen)
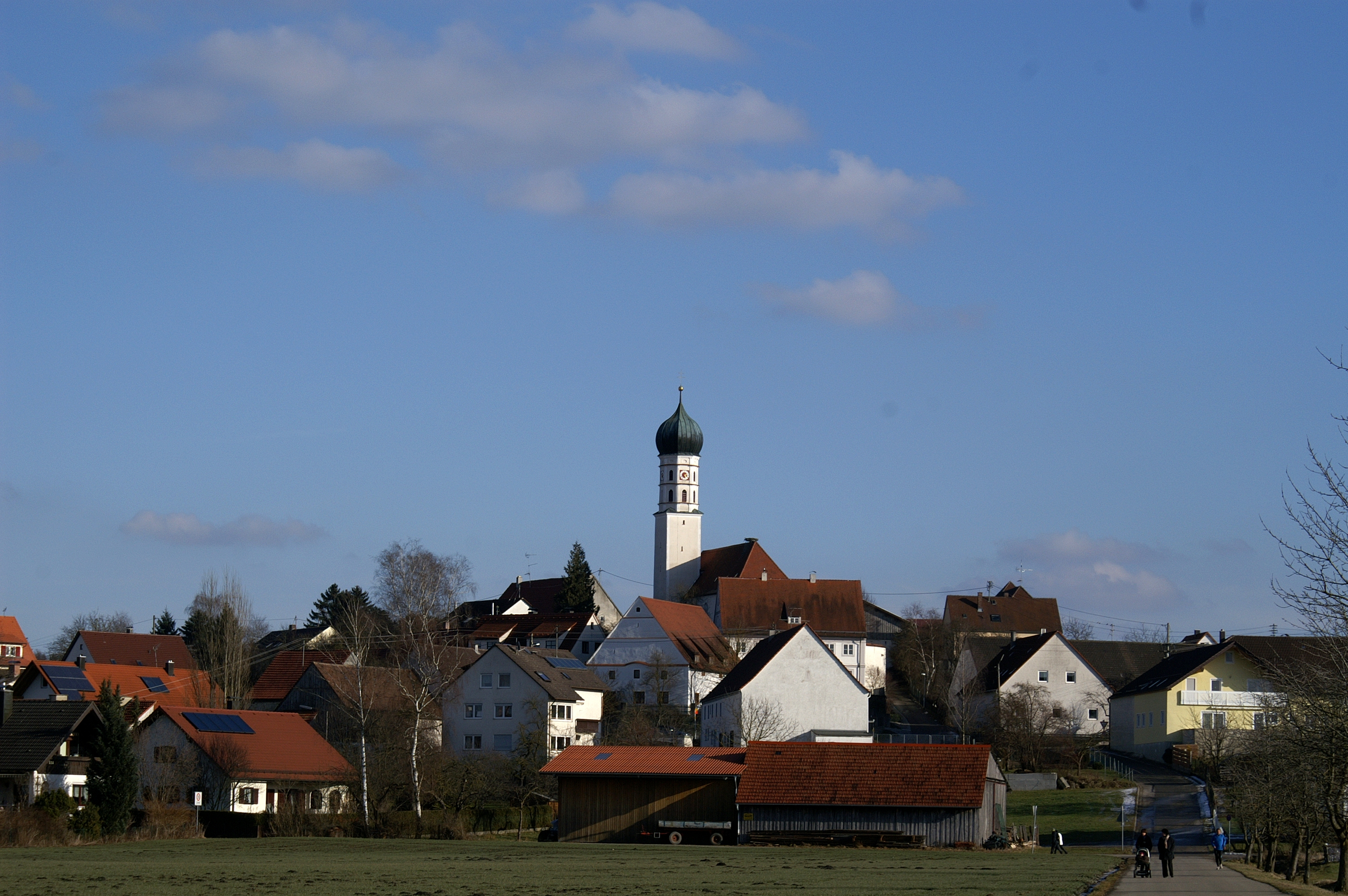
Finningen, met zijn R.K. kerk, gewijd aan St. Mamas van Cappadocië
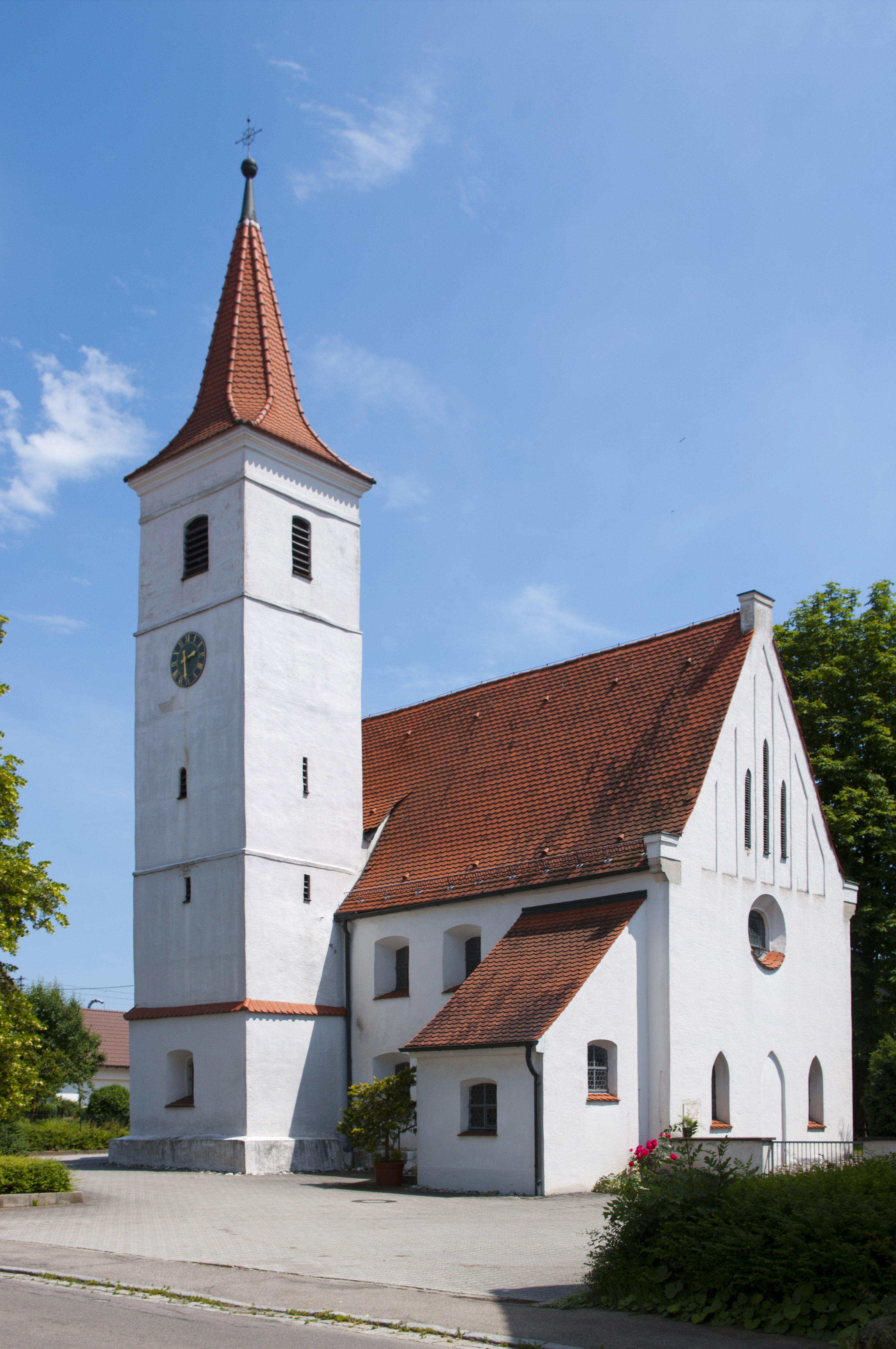
Evang.-lutherse Sint-Nicolaaskerk, Steinheim (15e eeuw)
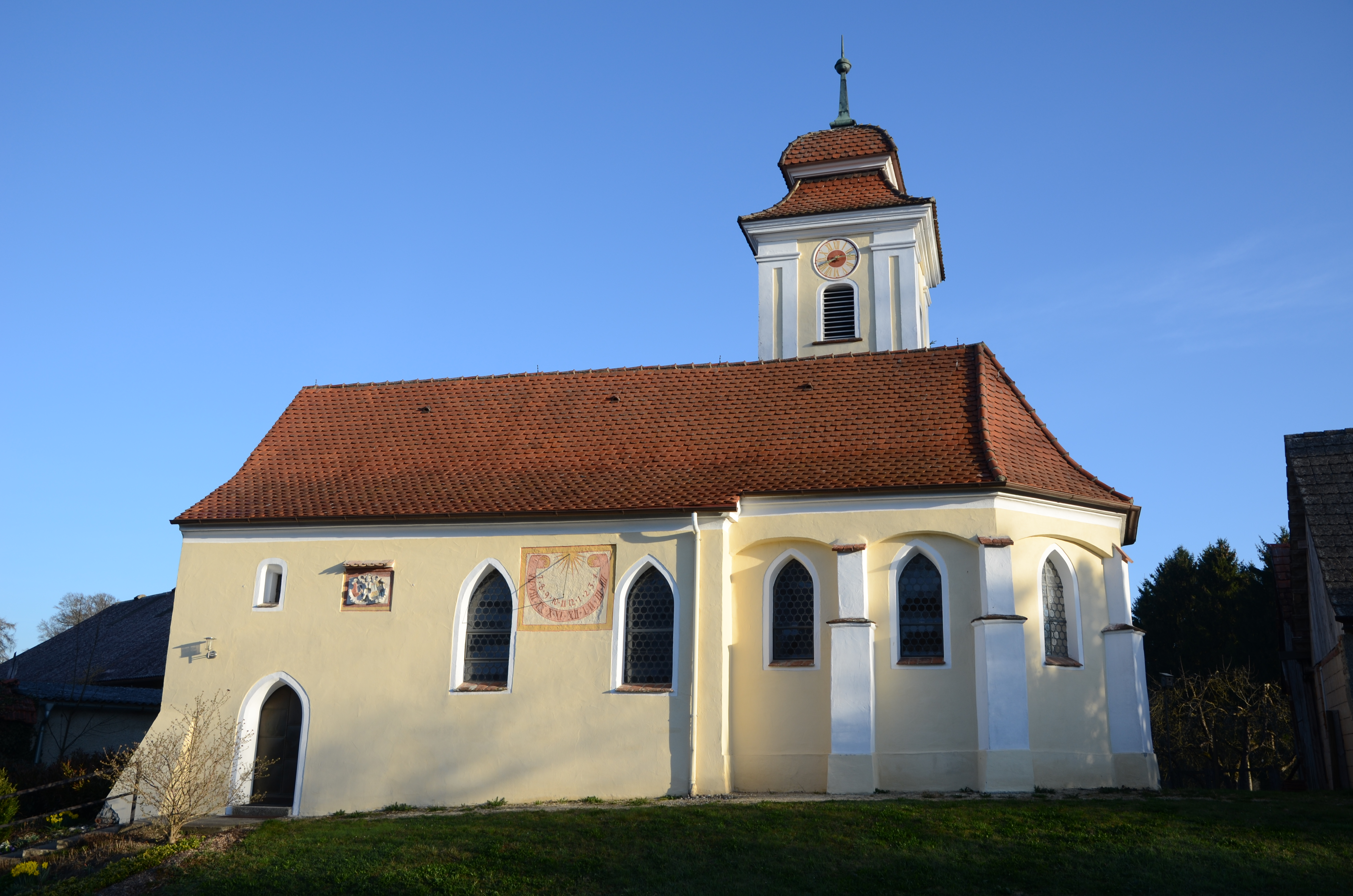
Hausen, evang.-lutherse St. Ulrichkerk
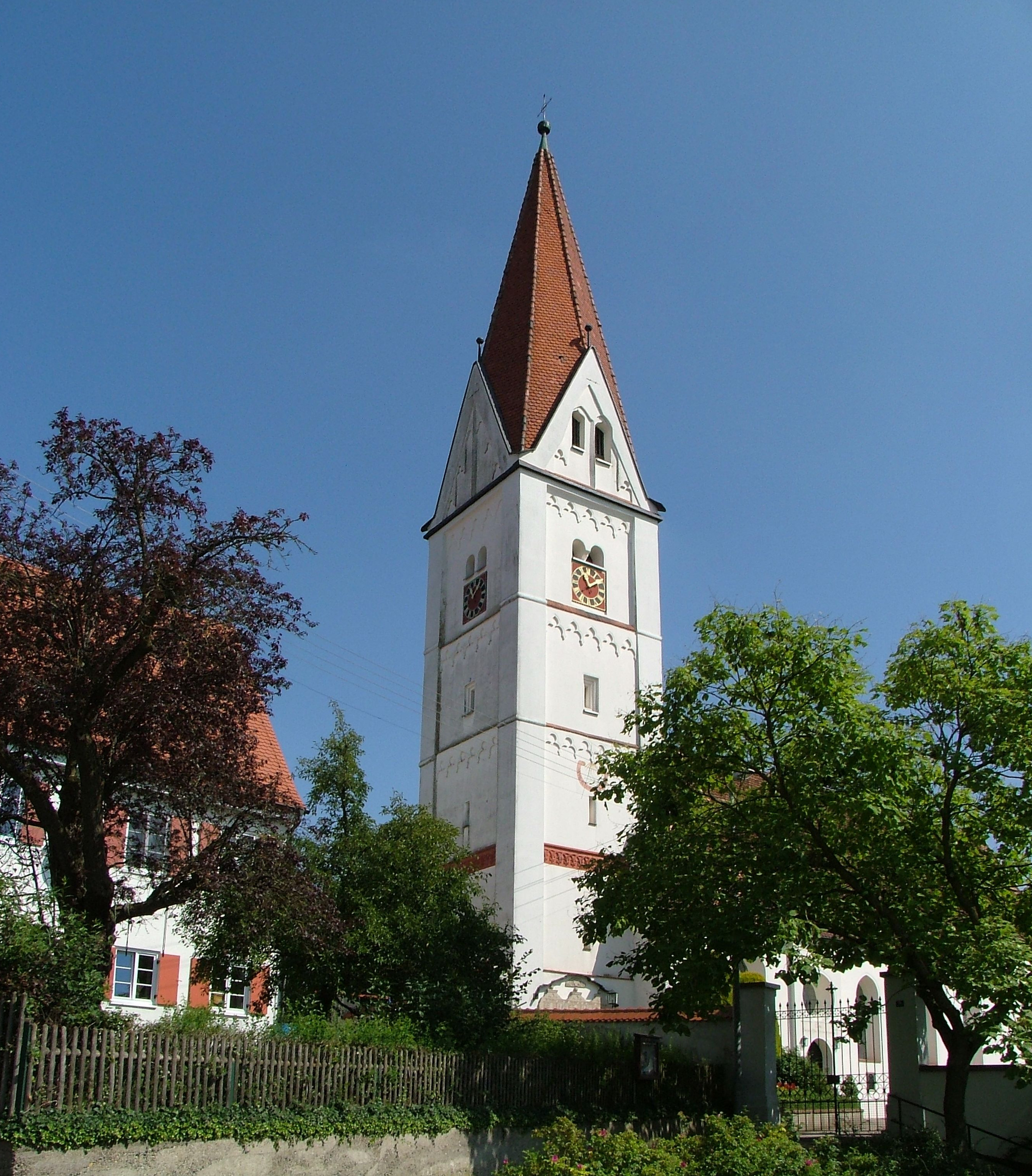
Holzschwang, evang.-lutherse St. Joriskerk
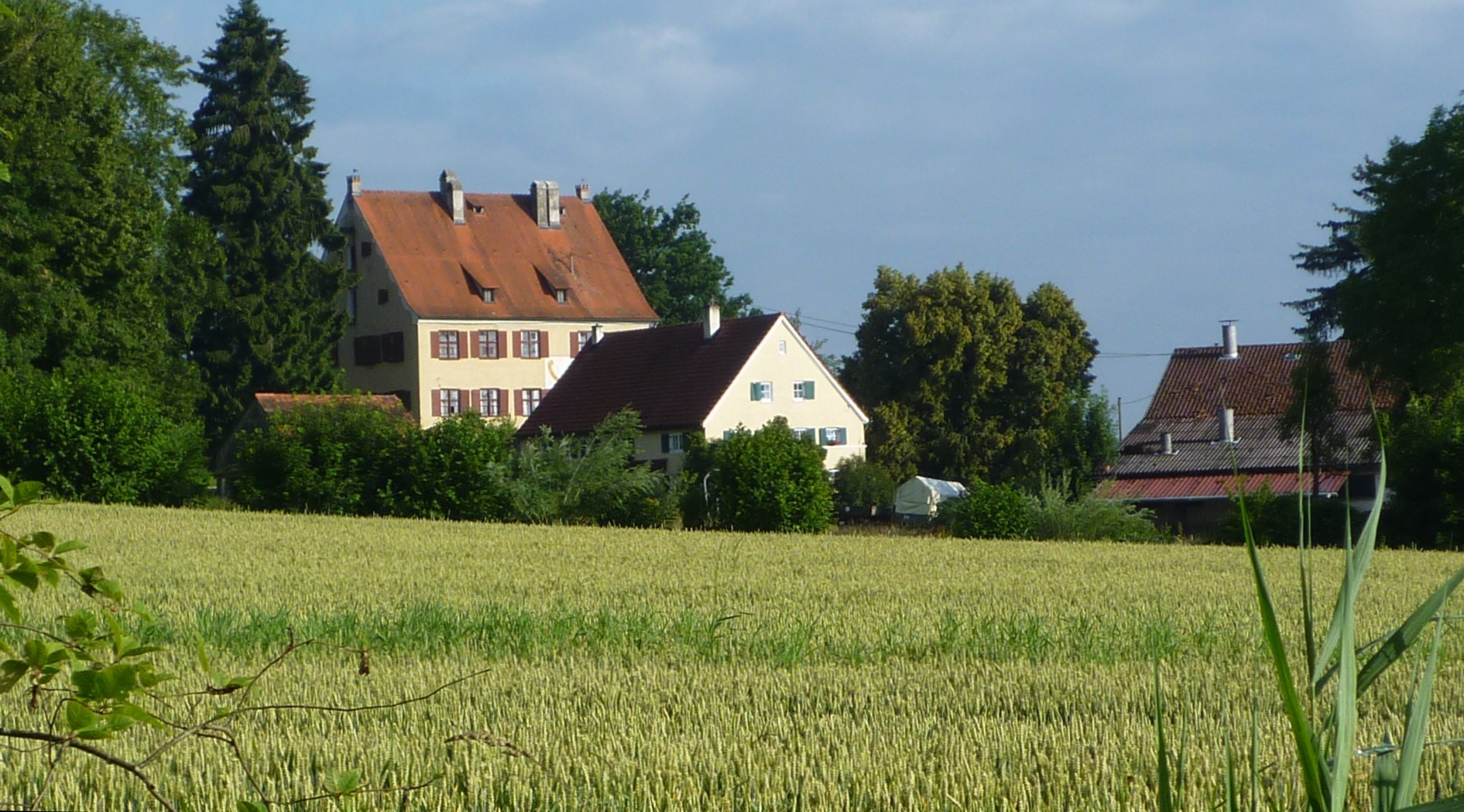
Kasteel Neubronn
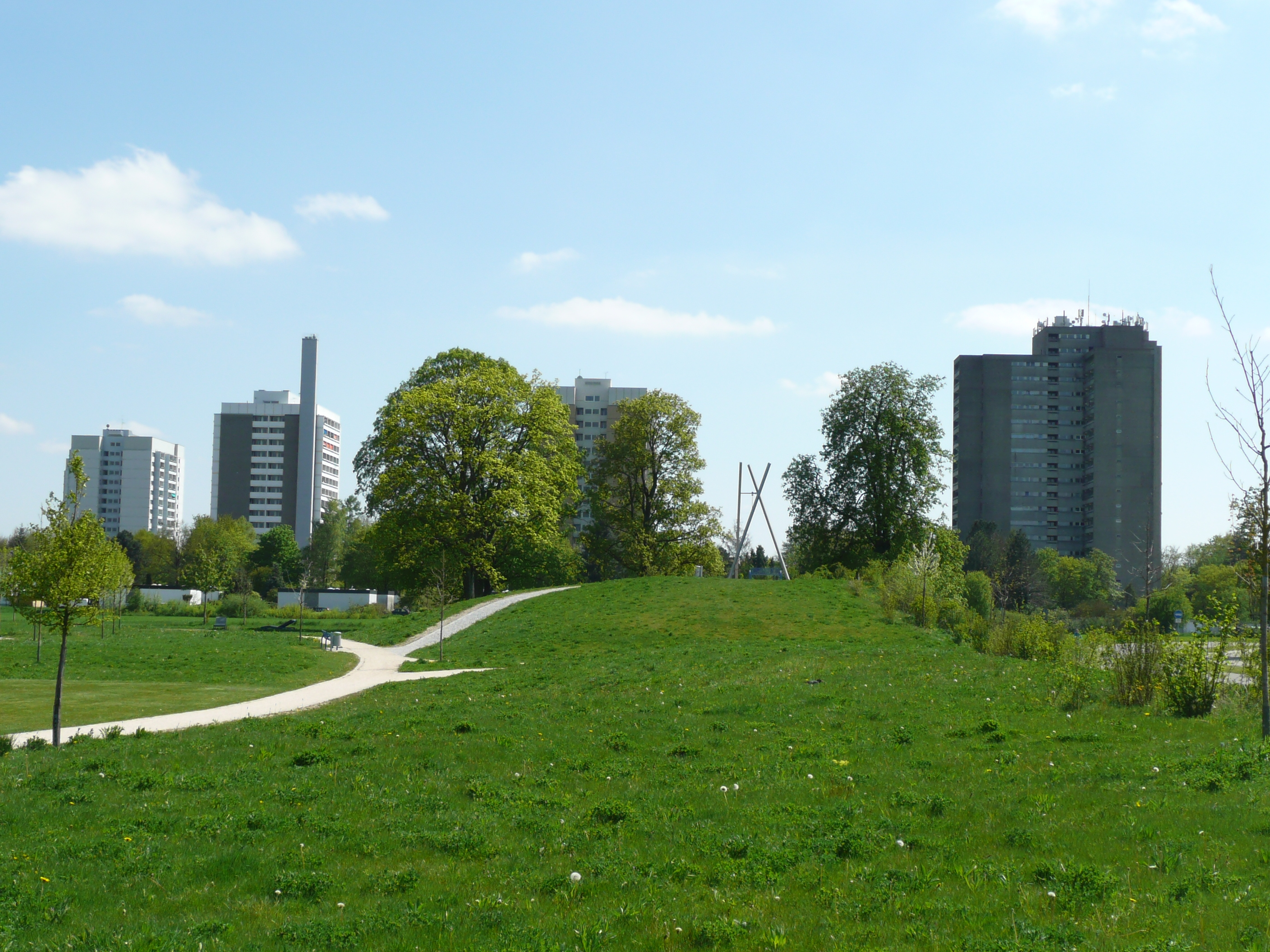
Hoogbouwwijk in Ludwigsfeld
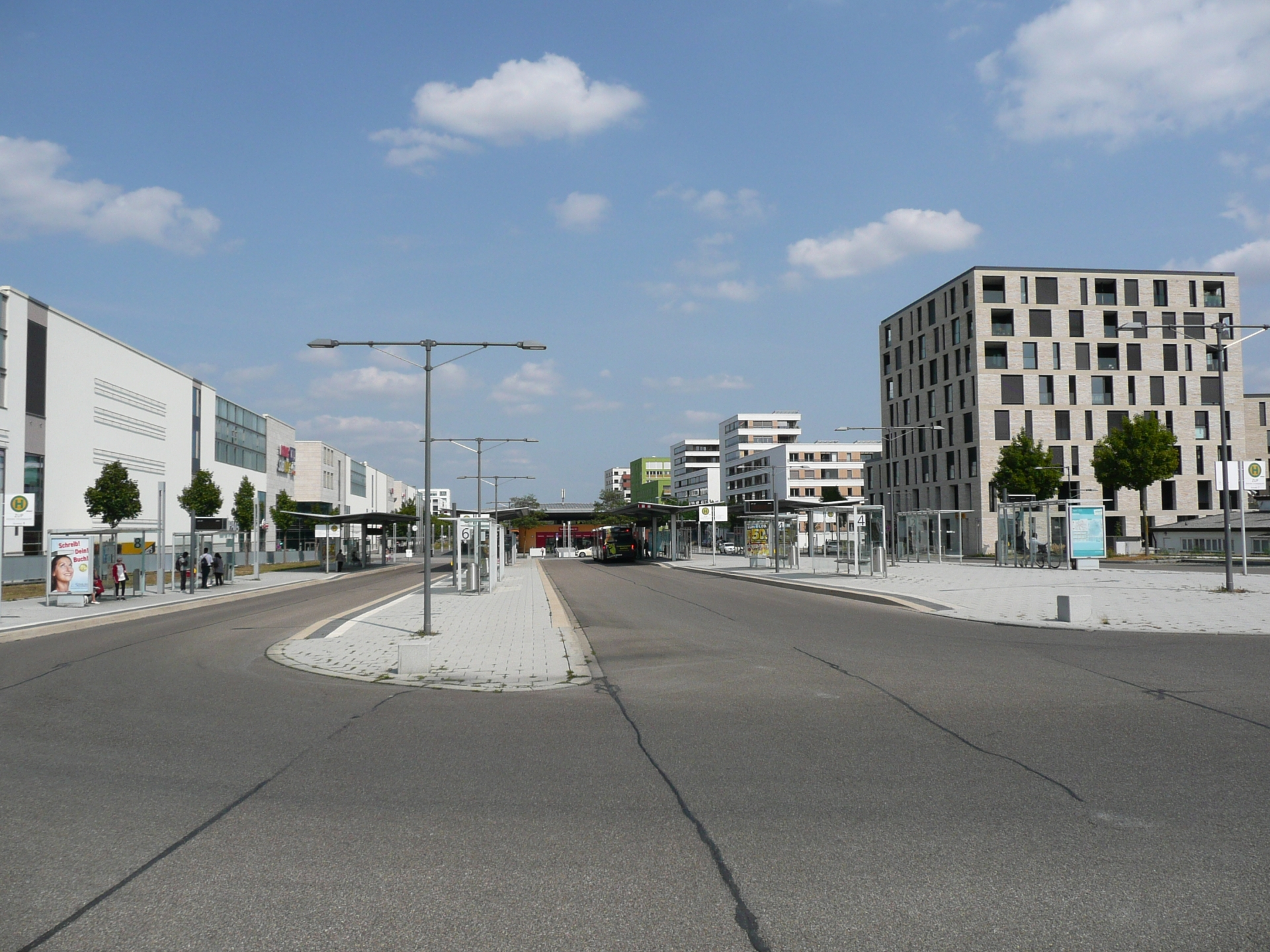
Straat in de nieuwe wijk Neu-Ulm 21
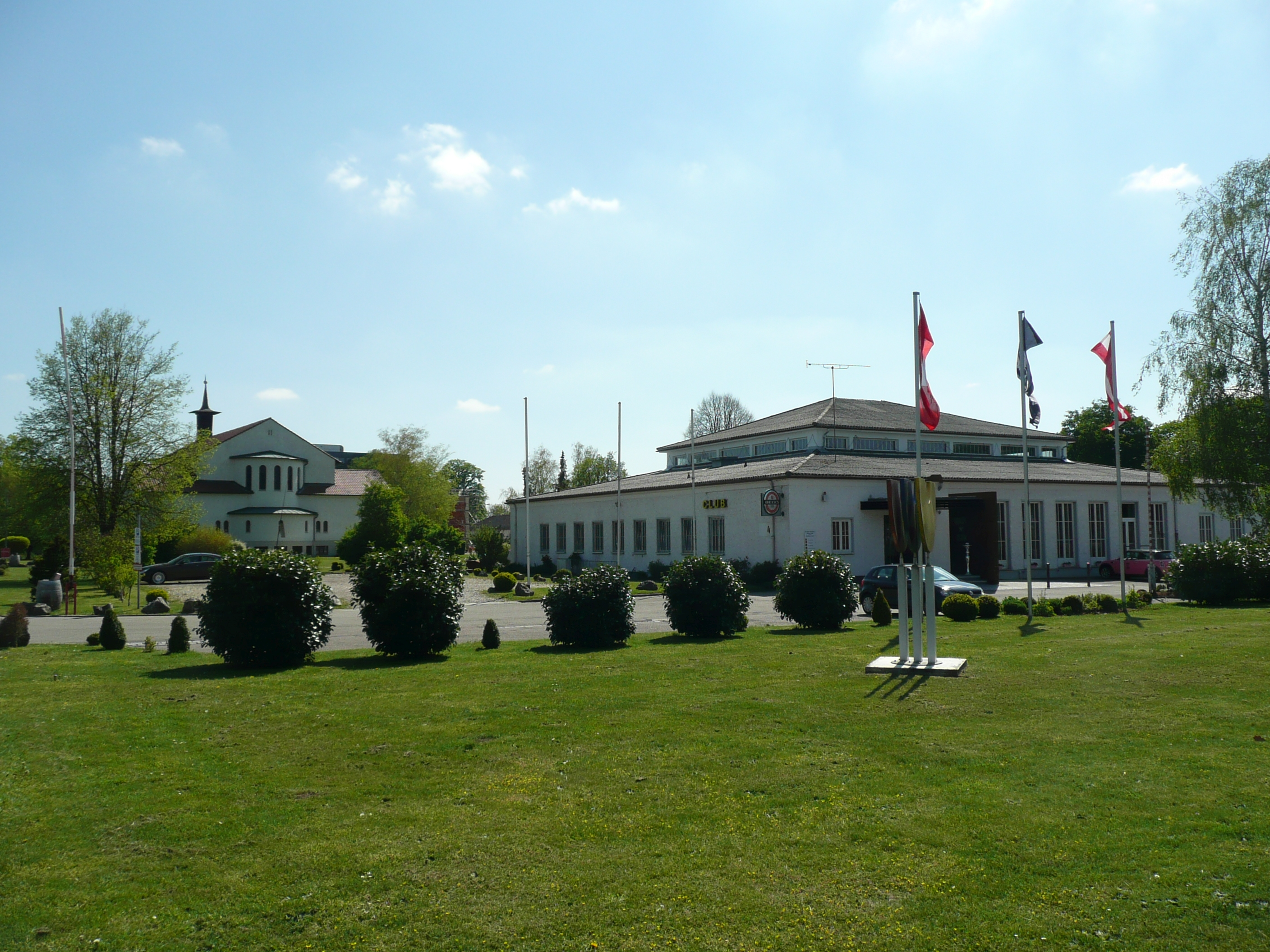
Wiley, v.m. officierscasino en Vredeskerk
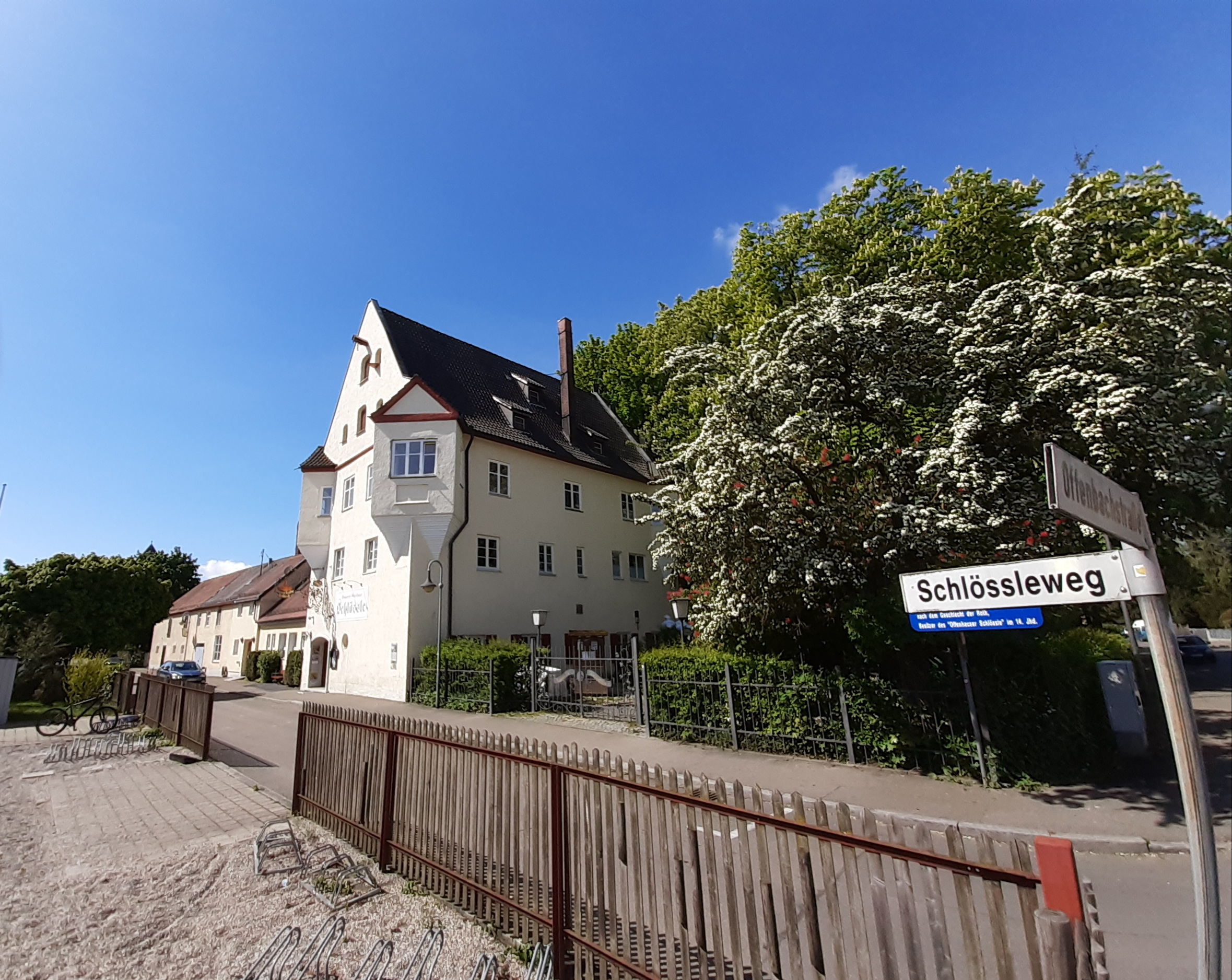
Offenhausen, voormalig kasteeltje (Schlößle)

## Partnergemeentes
Neu-Ulm onderhoudt jumelages met:
- Bois-Colombes (Frankrijk, département Hauts-de-Seine), sedert 1966
- Meiningen (Thüringen), sedert 1988
- Trissino (Italië) sedert 1990, uitgaande van stadsdeel Pfuhl
- New Ulm Minnesota, USA, sedert 1954, samen met Ulm

## Geboren
- Kristin Kögel (1999), voetbalster

## Belangrijke personen in relatie tot de gemeente
- Edwin Scharff (Neu-Ulm, 21 maart 1887 – Hamburg, 18 mei 1955), beeldhouwer en graficus. Aan hem is in Neu-Ulm een apart museum gewijd.
- Hermann Köhl (* 15 april 1888 in Neu-Ulm; † 7 oktober 1938 in München), luchtvaartpionier, bekend van een succesvolle oost-west-vlucht over de Atlantische Oceaan in 1928
- Harald Schmidt (Neu-Ulm, 18 augustus 1957), presentator, acteur, cabaretier, columnist, entertainer en schrijver
- Jan Novák (componist) overleed in 1984 te Neu-Ulm
- Esther Bejarano (geboren Esther Löwy) (Saarlouis, 15 december 1924 – Hamburg, 10 juli 2021), woonde in Neu-Ulm in 1938 en 1939